# Дисекация на аортата
Дисекацията на аортата се причинява от разкъсването на най-вътрешния слой на аортата (интимата) или от кръвоизлив в средния ѝ слой (медията), в резултат на което той се разслоява под действието на повишеното налягане в съда. Резултатът е създаването на фалшиво (сляпо) пространство, в което започва да тече артериална кръв. Това е едно спешно състояние, чиято навременна диагноза е от изключителна важност за живота на пациента. Най-често патологичният процес засяга аортата и артериите, изхождащи от нея, което води до възникването на мозъчна, коронарна или друга исхемия (намалено кръвоснабдяване, в резултат на което кислородното насищане на тъканите и органите значително намалява).